# Bellemont (Arizona)
Bellemont ist ein Census-designated place (CDP) im Coconino County im US-Bundesstaat Arizona. Das U.S. Census Bureau hat bei der Volkszählung 2020 eine Einwohnerzahl von 1.167 ermittelt.

## Geographie
Bellemont liegt am Westrand des Coconino National Forest. Am Ort vorbei verlaufen die Interstate 40, in diesem Bereich Teil der historischen Route 66, sowie eine Eisenbahnstrecke der BNSF, beide auf ihrem Weg von Flagstaff im Osten nach Williams im Westen.
Die unmittelbare Umgebung ist eben bis flachwellig mit einer maximalen Neigung von 5 %, sie wird als Bellemont Flat bezeichnet. Die Böden sind stark tonhaltig mit einem hohen Anteil an Montmorillonit. Sie neigen bei gelegentlich auftretenden Starkregenereignissen zum Aufschwellen, zugleich ist ihre Wasseraufnahmefähigkeit begrenzt. Ersteres führt zu Beschädigungen an darauf stehenden Gebäuden, letzteres zu tempörärer Versumpfung. Die Bodendicke beträgt zwischen einem halben und einem Meter, das darunterliegende Grundgestein besteht aus Basalt.

## Geschichte
Der erste Siedler, der sich am Ort niederließ, war 1876 ein Schafzüchter namens Walter Hill; ausschlaggebend war das Vorhandensein einer dauerhaften Frischwasserquelle. Die Bezeichnung lautete zunächst Volunteer. Wenig später richtete die Postkutschengesellschaft Northern Arizona Stagecoach Company dort eine Relaisstation ein. 1882 erreichte die Atlantic and Pacific Railroad den Ort, der nach der Tochter eines Verwaltungsbeamten des Unternehmens, Belle Smith, nun den Namen Bellemont erhielt. Die Bahnstrecke selbst kam nach dem Untergang der A&P wenige Jahre später in den Besitz der Atchison, Topeka and Santa Fe Railway.
Die leichte Verfügbarkeit von Holz aus der Umgebung sowie der Bedarf der Eisenbahn hierfür führten zum Bau eines Sägewerkes, was dem Weiler einen, wenn auch bescheidenen Aufschwung ermöglichte. Die Bevölkerungszahl stieg bis auf knapp unter vierhundert und verblieb für die folgenden fünfzig Jahre kontinuierlich auf diesem Niveau. Bedingt durch die günstigere Lage von Flagstaff und Williams begann ab den 1930er-Jahren der langsame Niedergang von Bellemont. 1963, dem Zeitpunkt des Baus der Interstate 40, war der Ort bereits weitgehend verlassen. Für den 1969 erschienenen Film Easy Rider wurde am heute nicht mehr existierenden Pine Breeze Inn eine kurze Sequenz gedreht, in der sich die beiden Protagonisten, gespielt von Peter Fonda und Dennis Hopper, vergeblich um eine Unterkunft für die Nacht bemühen. 1985 waren noch drei Häuser bewohnt.

## Bellemont heute
Seit den 1990er-Jahren wurde Bellemont grundlegend umgestaltet. Die Reste des historischen Ortskerns verschwanden, stattdessen erstreckt sich dort ein Industriegebiet, unter anderem mit Niederlassungen der Stahlbaufirma Schuff sowie des Papier- und Zelluloseherstellers SCA. Nördlich der Interstate entstand ein Autohof, rund einen Kilometer östlich davon und bis zur Grenze des Nationalforsts reichend, ein neues Wohngebiet. 
Am Morgen des 6. Oktober 2010 kam es zu einem außergewöhnlichen Wetterereignis, als kurz nacheinander zwei Tornados durch den Ort zogen und zwei weitere die unmittelbare Nachbarschaft trafen. Insgesamt 200 Gebäude wurden beschädigt, davon 30 so schwer, dass sie anschließend unbewohnbar waren.
Südlich von Bellemont liegt Camp Navajo, eine rund 115 Quadratkilometer umfassende militärische Anlage mit einem ausgedehnten Straßen- und Schienennetz. 1942 durch das Verteidigungsministerium der Vereinigten Staaten als Nachschubbasis für im Pazifik kämpfende Einheiten eingerichtet und 1982 in die Hände der Nationalgarde von Arizona übergeben, dient es heute als Materiallager, insbesondere für Munition und Raketentriebwerke, sowie als Truppenübungsplatz der Nationalgardisten. Auf dem Gelände befindet sich seit 2004 eine Station des National Weather Service.